# Novembre 1964

## Évènements
- 2 novembre : Fayçal dépose son frère et devient roi d'Arabie saoudite. Saoud se réfugie en Égypte où il est accueilli par Nasser.

- 3 novembre : 
  - Eduardo Frei Montalva, président démocrate chrétien du Chili (fin en 1970).
  - Élection du démocrate Lyndon Johnson comme président des États-Unis avec 61,1 % des voix contre le républicain Barry Goldwater qui, avec 38,5 %, subit l'échec le plus cuisant de l'histoire de la présidentielle américaine. Cette défaite marquera le coup d'envoi pour les Républicains d'une offensive idéologique, bien organisée et généreusement financée, destinée à réhabiliter un capitalisme pur et dur.

- 4 novembre (Bolivie) : le président Víctor Paz Estenssoro est déchu par son vice-président, le général René Barrientos Ortuño et les militaires prennent le pouvoir pour 18 ans d'autoritarisme instable. Barrientos est un président populaire, parlant le quechua et gouvernant avec plus de souplesse que ses homologues brésiliens ou argentins (fin en 1969).

- 12 novembre : la Grande Duchesse Charlotte de Luxembourg abdique en faveur de son fils aîné le prince Jean.

- 16 novembre : Diana Krall, chanteuse de jazz.

- 21 novembre : fin de la construction du Verrazano Narrows Bridge, à New York qui supplante le Golden Gate Bridge comme plus long pont suspendu au monde.

- 24 - 26 novembre (Crise congolaise) : une nouvelle intervention américano-belge pour sauver la population européenne de Kisangani provoque l'indignation des pays africains même modérés.

## Naissances
- 1er novembre : Thierry Moreau, journaliste français.
- 7 novembre : Dana Plato, actrice américaine († 8 mai 1999).
- 11 novembre : Calista Flockhart, actrice américaine.
- 13 novembre : Ronald Agenor, joueur de tennis haïtien.
- 15 novembre :
  - Stelios Aposporis (en) (Στέλιος Αποσπόρης), footballeur et entraîneur grec.
  - Marie-Line Meurisse, lutteuse française.
  - Mikhail Rusyayev (en) (Михаил Анатольевич Русяев), footballeur, entraîneur et gérant russe († 10 avril 2011).
  - Tiit Sokk, joueur et entraîneur de basket-ball estonien.
- 16 novembre :
  - Diana Krall, chanteuse et pianiste de jazz canadienne.
  - Valeria Bruni-Tedeschi, actrice, scénariste, réalisatrice française.
- 17 novembre : Susan Rice, haute fonctionnaire américaine.
- 19 novembre : Nicholas Patrick, astronaute américain.
- 25 novembre : Mark Lanegan, chanteur de pop rock, membre du groupe Screaming trees de Seattle († 22 février 2022).
- 26 novembre : Chokri Belaïd, homme politique tunisien († 6 février 2013).
- 27 novembre : 
  - Laurent Élie Badessi, photographe français.
  - Daniel Ducruet, garde du corps et époux de la princesse Stéphanie de Monaco.
- 28 novembre : Naoto Hori, footballeur japonais.
- 29 novembre : 
  - Don Cheadle, acteur et producteur américain.
  - Xavier Labouze, scientifique français.

## Décès
- 10 novembre : Aristide Blais, médecin et sénateur canadien.
- 26 novembre : Bodil Ipsen, réalisatrice danoise.